# Tchórzew (województwo lubelskie)
Tchórzew – wieś w Polsce położona w województwie lubelskim, w powiecie radzyńskim, w gminie Borki nad rzeką Tyśmienicą.
W latach 1975–1998 miejscowość położona była w województwie lubelskim.
Wieś stanowi sołectwo gminy Borki. Według Narodowego Spisu Powszechnego z roku 2011 wieś liczyła 674 mieszkańców.
Część wiernych Kościoła rzymskokatolickiego należy do parafii Najświętszej Maryi Panny Wspomożycielki Wiernych w Borkach a pozostali należą do parafii Wniebowzięcia Najświętszej Maryi Panny w Kocku.

## Historia
Wieś szlachecka z początków XV wieku, notowana w roku 1409 jako Thchorzow. Działy ziemskie należały w owym czasie do rozlicznej drobnej szlachty i tak w latach 1409–1417 był tu Paweł z Tchórzewa, w 1415-6 Adam z Tchórzewa, w 1416 Stanisław z Tchórzewa. Z kolei w latach 1416–1426 Wojas-Wojsław z Tchórzewa a 1420 Piotr z Tchórzewa i inni. W początkach wieku XVI mieszka tu szlachta bez kmieci, co potwierdza rejestr poborowy z lat 1531–1533.
Wieś wraz z folwarkiem wchodziła  w skład klucza kockiego księżnej Anny Jabłonowskiej. 

## Galeria

Kamień pamiątkowy nad Tyśmienicą w miejscowości Bełcząc, widok na Tchórzew
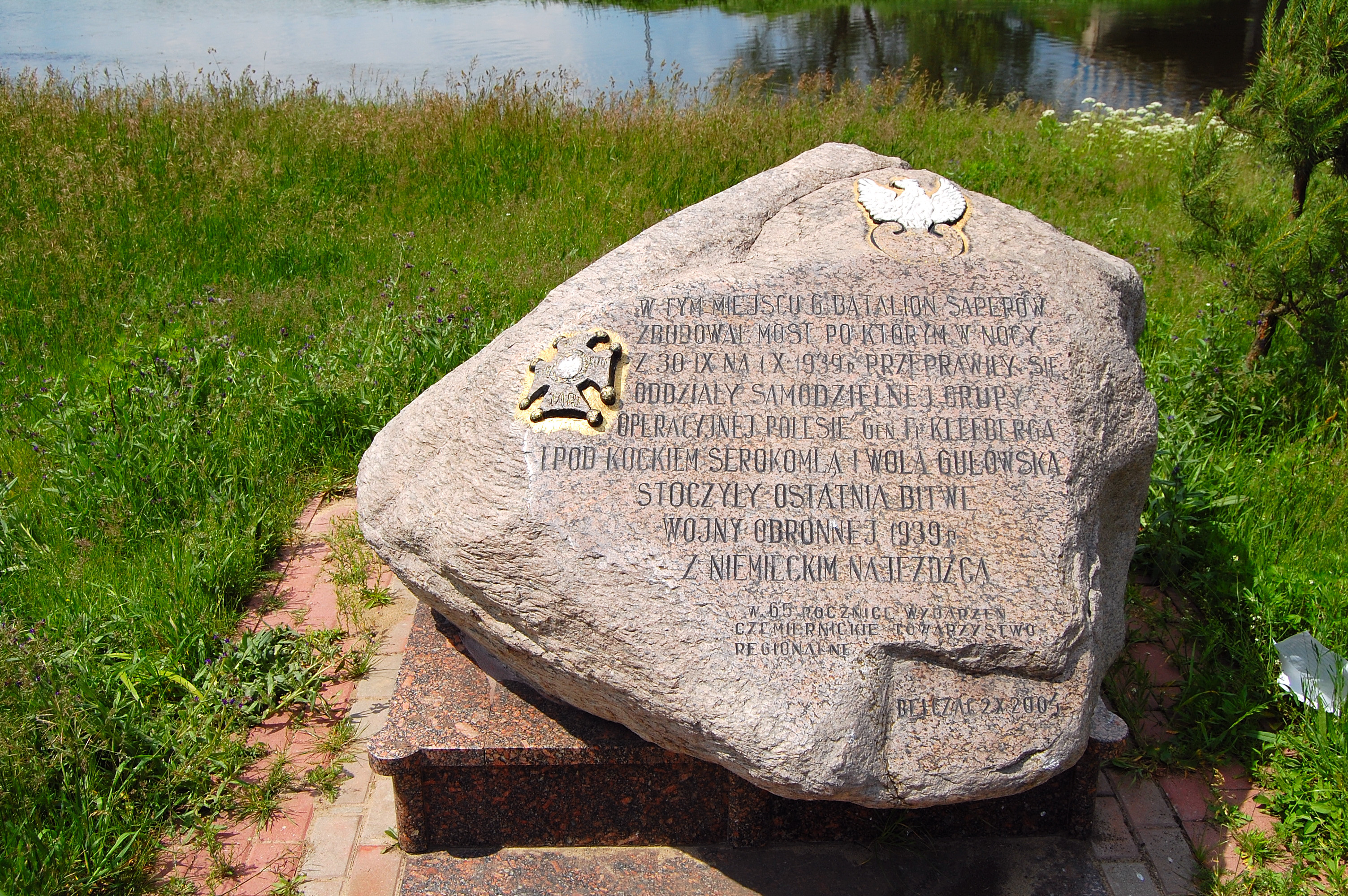
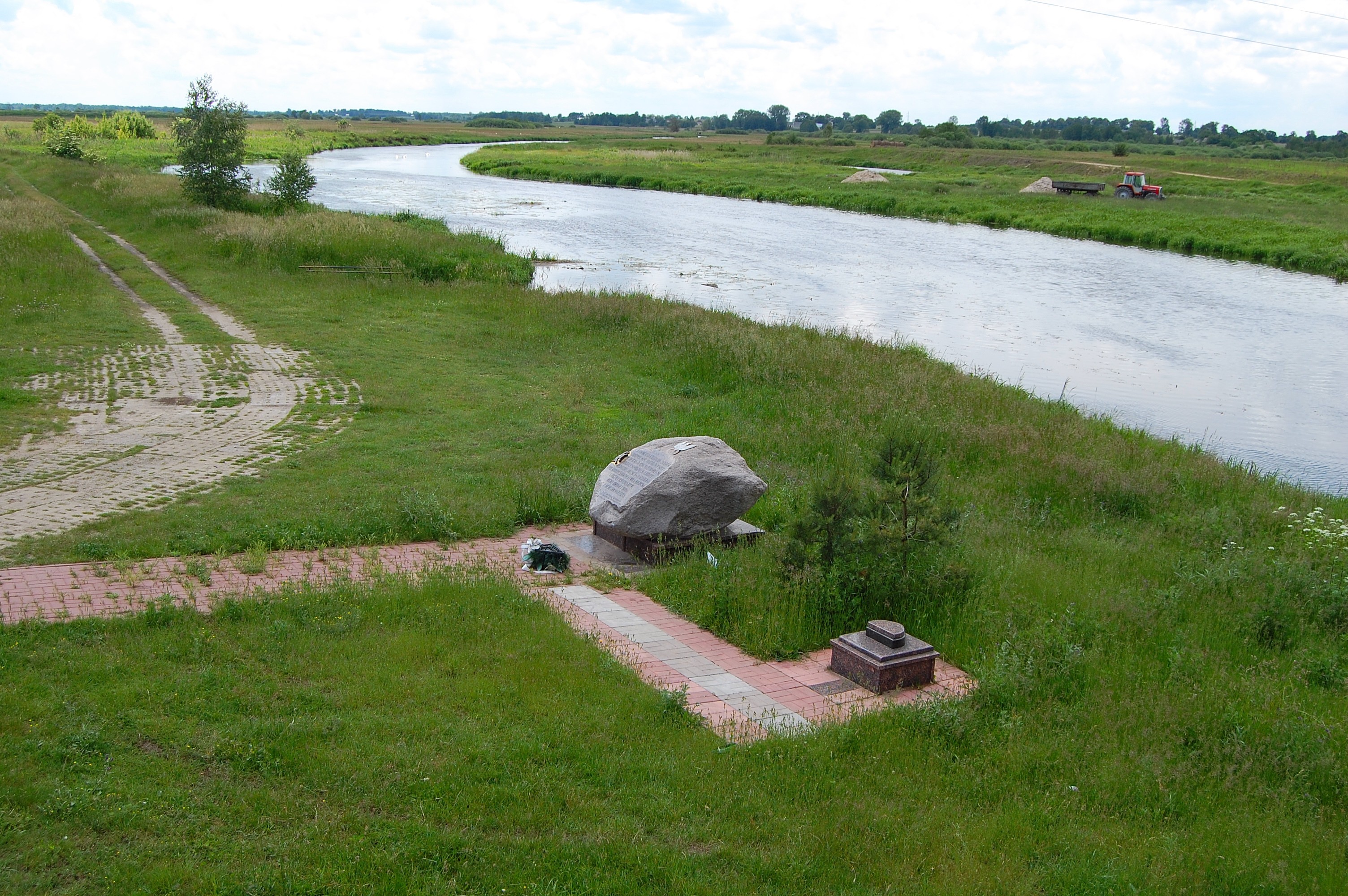
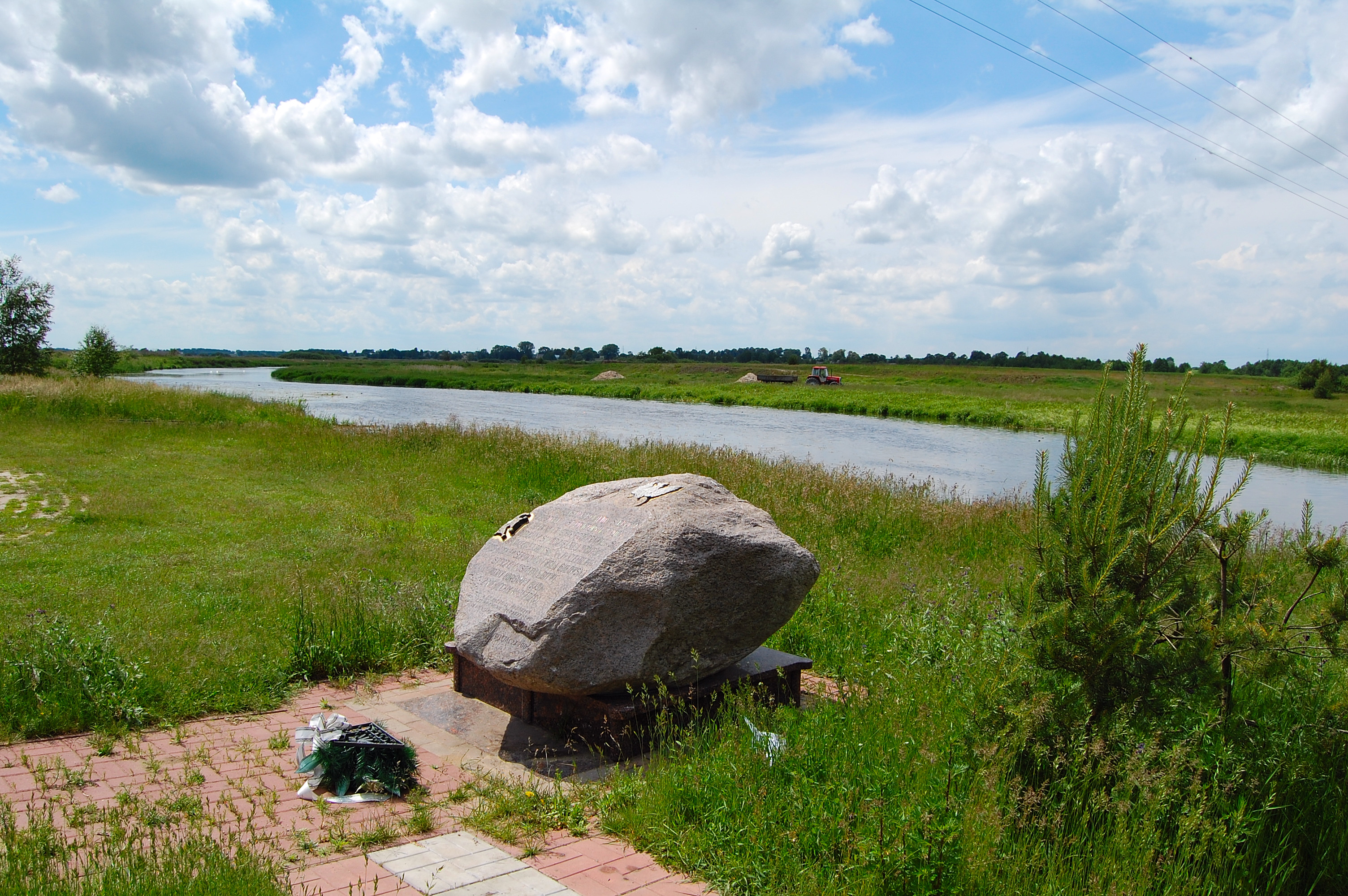

Tyśmienica w miejscowości Tchórzew
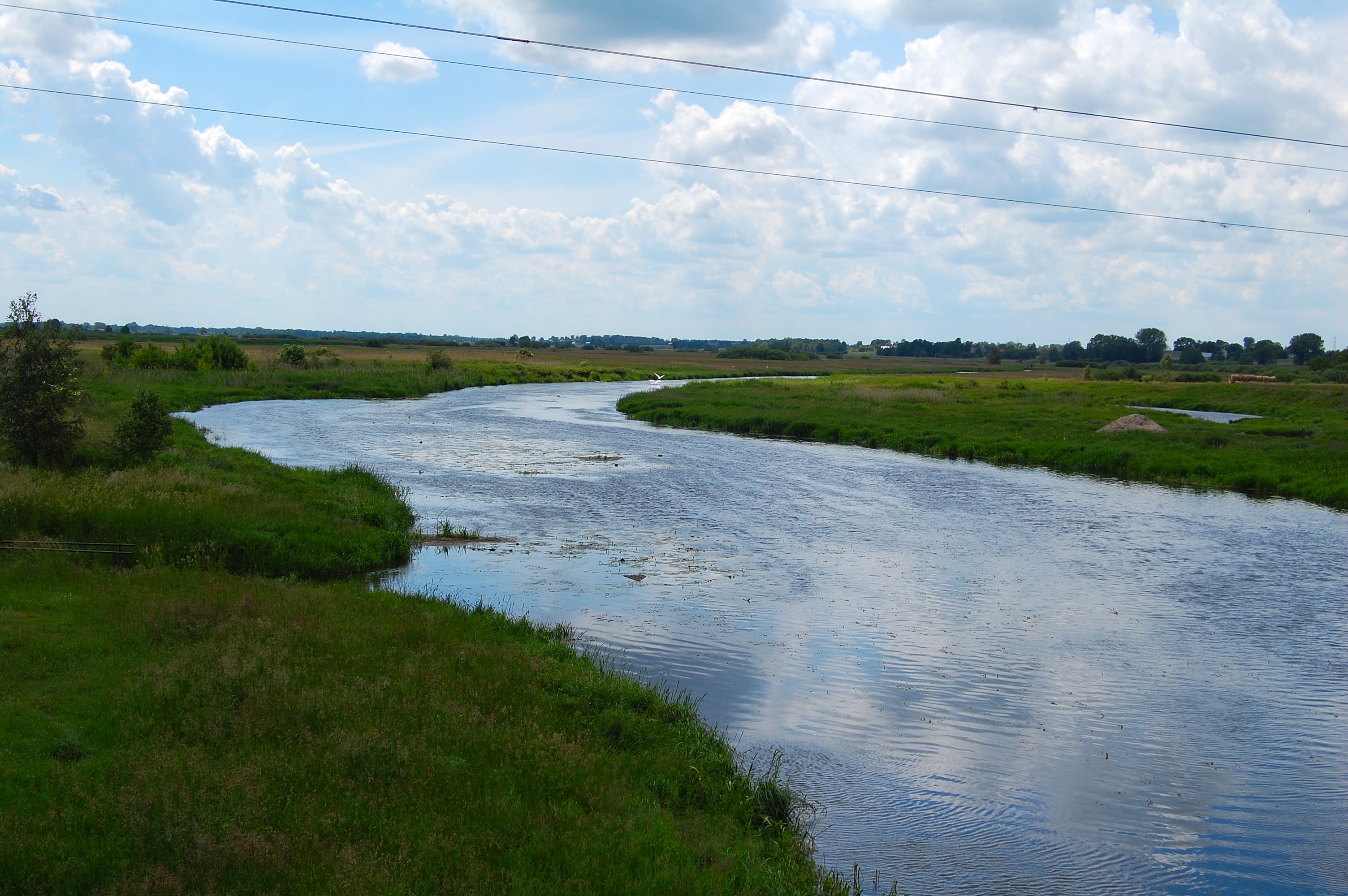
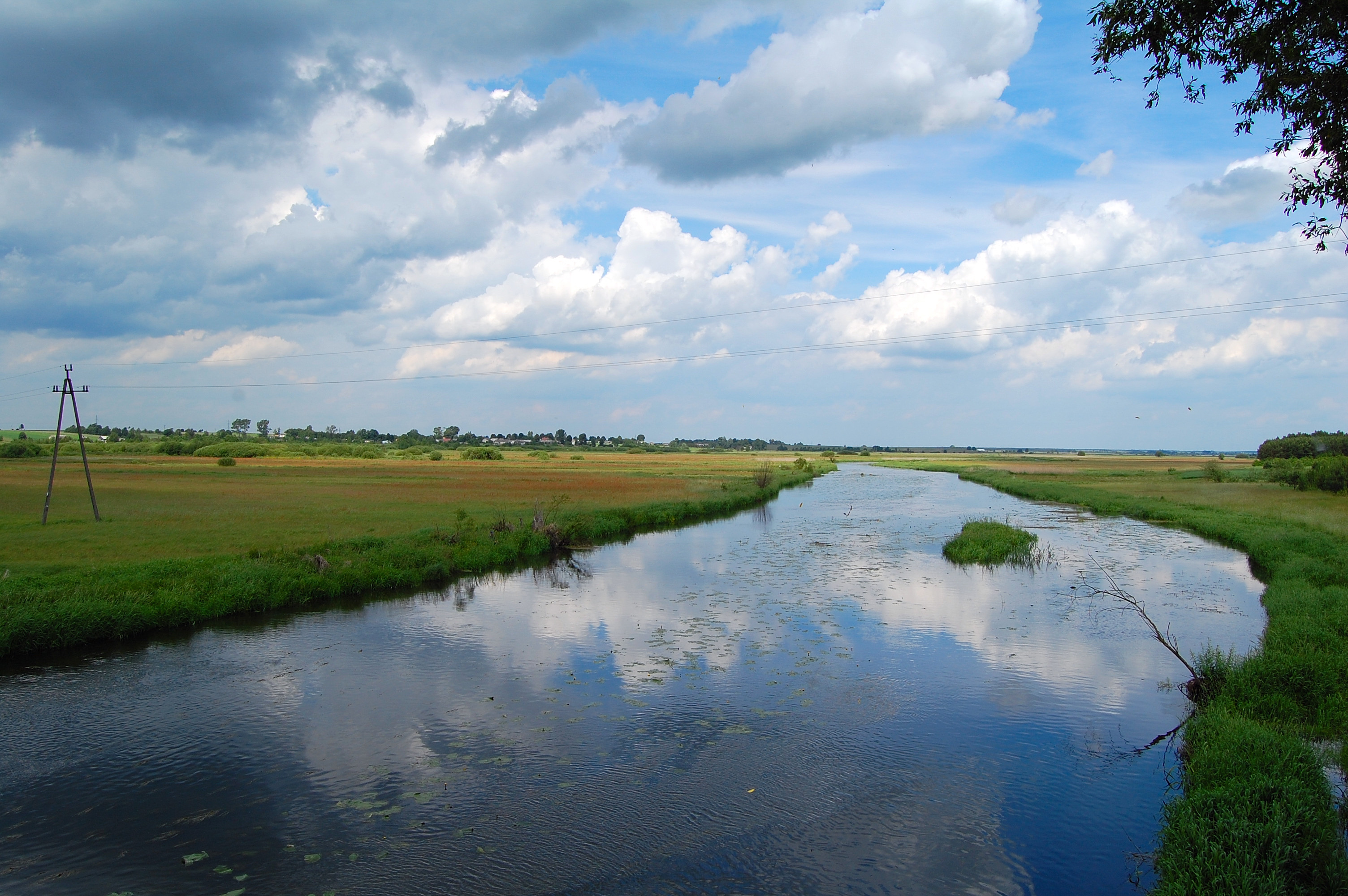
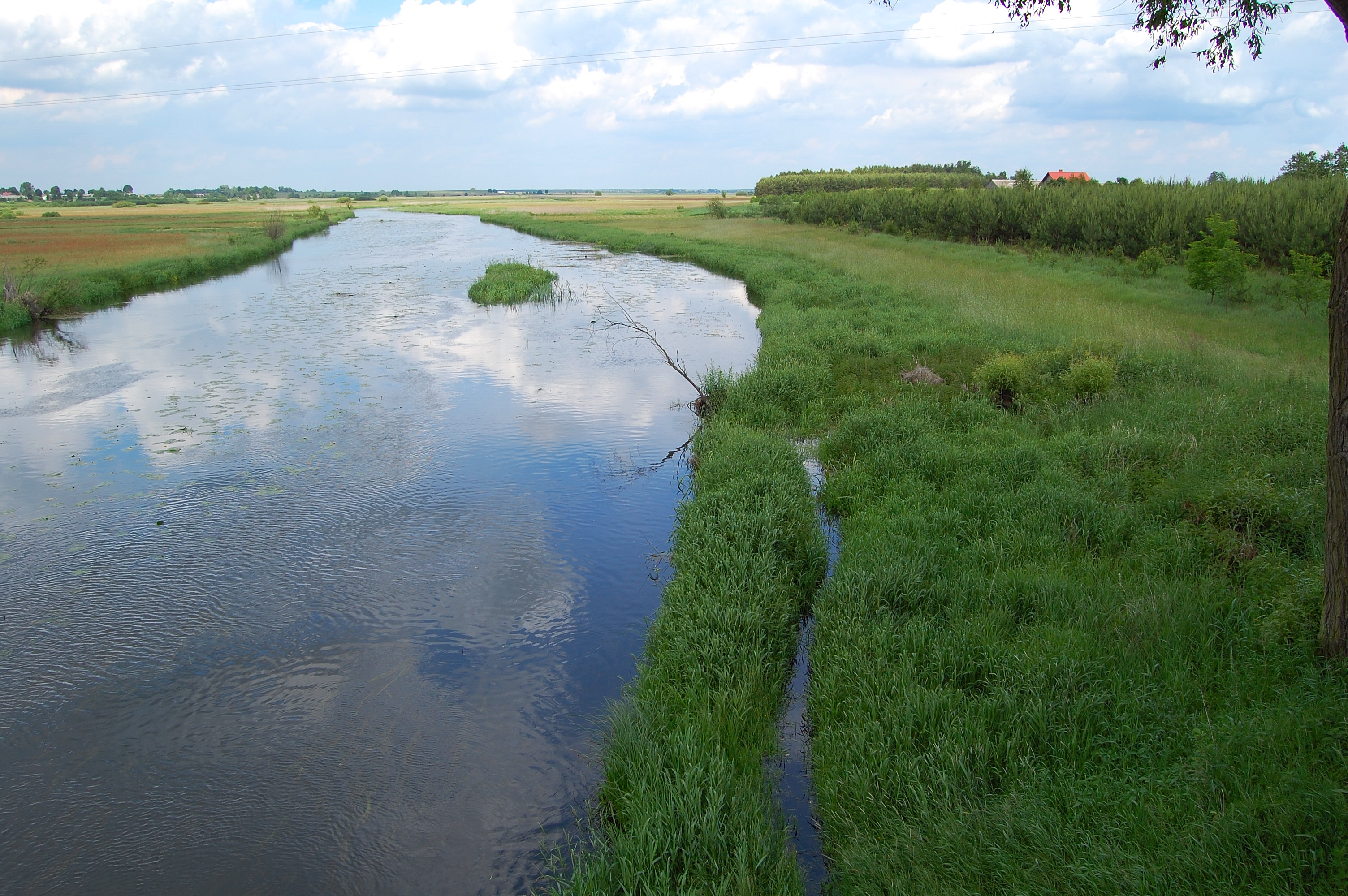